# Finemouche et Fiasco
 (avril 2025).
Motif : Absence de sources
- Archive Wikiwix
- Bing
- Cairn
- DuckDuckGo
- E. Universalis
- Gallica
- Google
- G. Books
- G. News
- G. Scholar
- Persée
- Qwant
- (zh) Baidu
- (ru) Yandex
- (wd) trouver des œuvres sur Wikidata

| 1. | Préciser le motif de la pose du bandeau. | Précisez le motif de la pose du bandeau en utilisant la syntaxe suivante : {{admissibilité à vérifier\|date=avril 2025\|motif=remplacez ce texte par le motif}}                           |
| 2. | Informer les utilisateurs concernés.     | Pensez à avertir le créateur de l'article, par exemple, en insérant le code ci-dessous sur sa page de discussion : {{subst:avertissement admissibilité à vérifier\|Finemouche et Fiasco}} |

Finemouche et Fiasco est une série de bande dessinée franco-belge publiée dans le journal Spirou entre 1964 et 1970. Les auteurs sont André Lange, pour la première histoire de la série et Jean Mahaux, qui signe aussi Mao.

## Synopsis
Le commissaire Finemouche et son subordonné l'agent Fiasco ont à résoudre des affaires très mystérieuses.

## Historique
Cette série est composée d'une histoire à suivre et de 6 récits complets. Seule la première histoire est scénarisée par André Lange, les autres sont signées par celui qui est aussi le dessinateur.

### Smog à gogo (1964)
Le Petit Trianon de Versailles a disparu, puis c'est au tour des cariatides d'Athènes et enfin le pavillon de Cameron à Léningrad. A chaque fois un mystérieux brouillard a d'abord enveloppé les monuments. 
Le début de l'histoire fait immédiatement penser à Signé Furax et plus particulièrement au Boudin Sacré, diffusé sur Europe 1 en 1957. La comparaison s'arrête là tant les gags de cette BD sont enfantins et davantage destinés à de jeunes voire très jeunes lecteurs.

### Razzia sur la Soum (1965)
Cette fois-ci le titre fait allusion à Razzia sur la chnouf, roman d'Auguste Le Breton sorti en 1954 et adapté la même année au cinéma par Henri Decoin. Ici la Spoum est une marque d'eau gazeuse. Le commissaire Finemouche est invité à l'inauguration de l'usine. Mais voilà qu'un accident de camion déverse 8.000 litres de whisky dans la salle de soutirage...

### Alerte au mimogaz (1965)
Le mainate du Pr Biscotto s'est enfermé avec une bombe dans la salle de bain. En fait il s'avère que cette bombe est doté d'un nouvel aérosol, le mimogaz, dont l'effet est de donner à la peau humaine les vertus de celles du caméléon. La fuite de l'animal dans la ville ne va pas sans provoquer la panique.

### Poupée de son (1967)
Le titre fait évidemment penser à la chanson de Serge Gainsbourg, qui interprétée par France Gall venait de gagner le concours de l'Eurovision.
Julot la Barrique, 120 kg, est soupçonné d'avoir volé les diamants de la collection Vandenslache. Malheureusement on ne trouve pas trace des joyaux. En fait, le voleur les a cachés juste avant son interrogatoire dans l'automate de Tiburce Bidon, ventriloque de son état.

### L'Œuf et eux (1967)
Le titre fait allusion au roman de Betty MacDonald, L'Œuf et moi, adapté au cinéma en 1947 par Chester Erskine avec Claudette Colbert et Fred MacMurray.
La ville accueille une exposition internationale agricole. Le clou de ce salon est l'exposition du fameux Œuf de Colomb évalué à 10 millions de Francs.  Des voleurs convoitent bien sûr l'objet.

### Besoin d'évasion (1967)
Diogène Soifard a été appréhendé en état d'ébriété alors qu'il se réfugiait dans une poubelle. Fiasco l'enferme en cellule mais l'ivrogne a plus d'un tour dans son sac.

### Un timbré chasse l'autre (1970)
Le préfet charge le commissaire Finemouche de garder 3 timbres rares. Mais c'est sans compter les hasards de la vie.

## Personnages
- Le commissaire Finemouche, qui s'emporte très facilement.
- L'agent Fiasco, très respectueux envers son commissaire.

## Publication
La série n'a jamais été publiée en album.

### Smog à gogo
44 planches (partie en bichromie) - Publication du n° 1380 à 1401 (1964)

### Razzia sur la Spoum
Récit complet de 4 planches paru dans le n° 1436 (1965)

### Alerte au mimogaz
Récit complet de 5 planches paru dans le n° 1438 (1965)

### Poupée de son
Récit complet de 6 planches paru dans le n° 1514 (1967)

### L'Œuf et eux
Récit complet de 6 planches paru dans le n° 1530 (1967)

### Besoin d'évasion
Récit complet de 6 planches paru dans le n° 1531 (1967)

### Un timbré chasse l'autre
Récit complet de 5 planches paru dans le n° 1531 (1970)